# Supergéante rouge

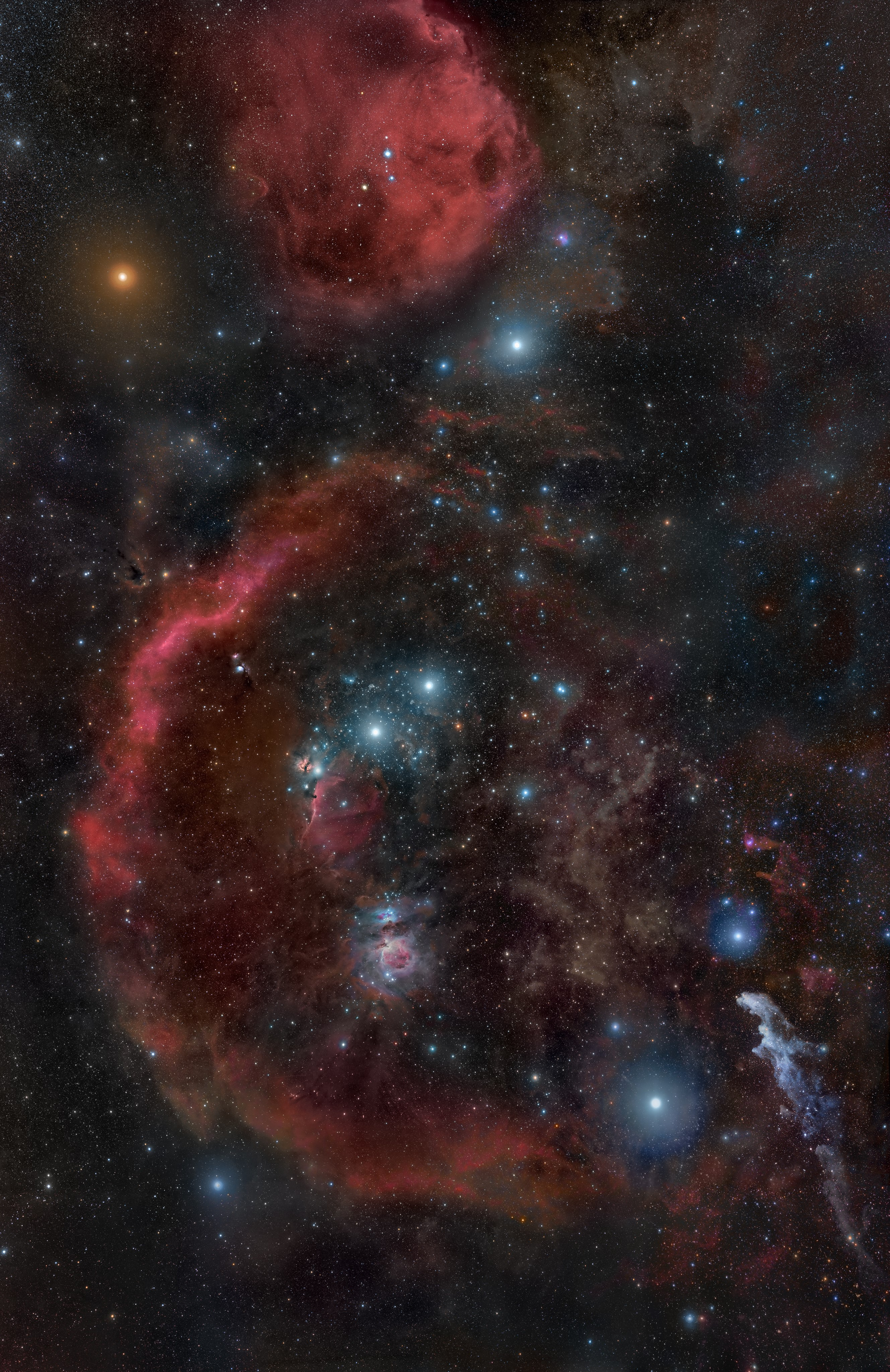
La constellation d'Orion avec en haut à gauche Bételgeuse.

Les supergéantes rouges sont des étoiles massives qui ont terminé leur vie sur la séquence principale. Ce sont des étoiles de type spectral K ou M qui présentent une classe de luminosité de supergéante et qui sont donc de classe I dans la classification MKK. Elles ont consommé l'ensemble de leur hydrogène dans leur cœur. Puisque la pression vers l'intérieur liée à la force gravitationnelle n'est plus contrebalancée par la pression de radiation créée dans le cœur par les réactions nucléaires, le cœur s'effondre lentement. Cet effondrement dégage une importante quantité d'énergie gravitationnelle qui provoque l'expansion de l'enveloppe de l'étoile. Ainsi, son rayon s'accroît considérablement (pouvant même atteindre des centaines de fois le rayon du Soleil), et sa température de surface décroît (puisqu'à luminosité constante, elle est distribuée sur une plus grande surface). D'où le terme de supergéante (en raison du rayon) rouge (en raison de la faible température).
Les supergéantes rouges sont produites par des étoiles dont la masse initiale est de l'ordre de 20 masses solaires. Certaines étoiles (en fonction de cette masse initiale, et de l'intensité des vents stellaires durant la phase de séquence principale) finissent leur vie comme telles, et explosent en supernova. D'autres (les plus massives d'entre elles) entrent dans le stade Wolf-Rayet. Leur cœur s'est contracté jusqu'à ce que la température et la pression soient suffisantes pour que la fusion de l'hélium démarre. Ce type de fusion dégage beaucoup plus d'énergie que celle de l'hydrogène, et donc la pression de radiation augmente énormément. Le phénomène de vent stellaire s'intensifie, et la quantité de perte de masse décuple.
Certaines supergéantes rouges pourraient être en fait des objets de Thorne-Żytkow.
Antarès (type spectral M1Ib) dans la constellation du Scorpion ou Bételgeuse (M1-2 Ia-Iab) dans celle d'Orion sont deux des supergéantes rouges les plus connues.